# Deltomerus
Deltomerus is een geslacht van kevers uit de familie van de loopkevers (Carabidae). De wetenschappelijke naam van het geslacht is voor het eerst geldig gepubliceerd in 1850 door Viktor Ivanovitsj Motsjoelski.

## Soorten
Het geslacht Deltomerus omvat de volgende soorten:
- Deltomerus abdurakhmanovi Zamotajlov, 1994
- Deltomerus alexeevi Zamotajlov, 1992
- Deltomerus balachowskyi Ledoux, 1976
- Deltomerus belousovi Zamotajlov, 1988
- Deltomerus bogatshevi Zamotajlov, 1988
- Deltomerus bogossicus Zamotajlov, 1992
- Deltomerus bosnicus Apfelbeck, 1912
- Deltomerus carpathicus L. Miller, 1868
- Deltomerus chachalgensis Zamotajlov, 1994
- Deltomerus circassicus Reitter, 1890
- Deltomerus corax Peyerimhoff, 1922
- Deltomerus dariae Zamotajlov, 1994
- Deltomerus davatchii Morvan, 1970
- Deltomerus defanus Zamotajlov, 1988
- Deltomerus deliae Morvan, 1970
- Deltomerus depressus A. Fiori, 1896
- Deltomerus dinci Ledoux, 1976
- Deltomerus dubiolus Zamotajlov, 1992
- Deltomerus dubius Chaudoir, 1846
- Deltomerus elburzensis Morvan, 1981
- Deltomerus elegans Chaudoir, 1871
- Deltomerus elongatus Dejean, 1831
- Deltomerus ensiger Kurnakov, 1960
- Deltomerus expectatus Zamotajlov, 1992
- Deltomerus fischtensis Kurnakov, 1960
- Deltomerus fulvipes Motschulsky, 1839
- Deltomerus golovatchi Zamotajlov, 1992
- Deltomerus gusevi Belousov et Zamotajlov, 1988
- Deltomerus intermedius Zamotajlov, 1992
- Deltomerus iristonicus Zamotajlov, 1992
- Deltomerus jeanneli Kurnakov, 1960
- Deltomerus kabardensis Zamotajlov, 1996
- Deltomerus kataevi Zamotajlov, 1988
- Deltomerus khnzoriani Kurnakov, 1960
- Deltomerus komarovi Zamotajlov, 1988
- Deltomerus korrigani Morvan, 1981
- Deltomerus kovali Zamotajlov, 1988
- Deltomerus kryzhanovskii Zamotajlov, 1988
- Deltomerus kurnakovi Zamotajlov, 1988
- Deltomerus lailensis Zamotajlov, 1994
- Deltomerus leticus Zamotajlov, 1992
- Deltomerus lodosi Ledoux, 1976
- Deltomerus malissorum Apfelbeck, 1918
- Deltomerus mirabilis Zamotajlov, 1992
- Deltomerus miroshnikovi Zamotajlov, 1994
- Deltomerus morvani Zamotajlov, 1990
- Deltomerus osseticus Zamotajlov, 1992
- Deltomerus paradoxus Apfelbeck, 1908
- Deltomerus parumpunctatus Zamotajlov, 1990
- Deltomerus pjatigorianus Zamotajlov, 1996
- Deltomerus pseudoplatynus Reitter, 1887
- Deltomerus punctatissimus Fairmaire, 1859
- Deltomerus punctatus Hainz et Ledoux, 1987
- Deltomerus raddei Putzeys, 1878
- Deltomerus redoni Antoine, 1928
- Deltomerus sergeii Zamotajlov, 1988
- Deltomerus sokolovi Zamotajlov, 1988
- Deltomerus sterbai (Rambousek, 1909)
- Deltomerus tatricus L. Miller, 1859
- Deltomerus tibialis Reitter, 1887
- Deltomerus triseriatus Putzeys, 1878
- Deltomerus tschetschenicus Zamotajlov, 1992
- Deltomerus validus Chaudoir, 1846
- Deltomerus weiratheri J. Muller, 1937
- Deltomerus werneri Reitter, 1906